# 須子茂離
須子茂離（日语：／ Sukomobanare）是日本薩南諸島的一部分，奄美群島在太平洋的無人島。它距離江仁屋離島以南6.4公里，加計呂麻島的須子茂村以西南5.6公里。行政上歸屬鹿兒島縣大島郡瀨戶內町。